# Kopaniki
Kopaniki (biał. Копанькі, ros. Копаньки) – wieś na Białorusi, w obwodzie grodzieńskim, w rejonie grodzieńskim, w sielsowiecie Kopciówka.
Pierwotnie pod nazwą Łosośna. Należała do ekonomii grodzieńskiej. W dwudziestoleciu międzywojennym wieś leżała w Polsce, w województwie białostockim, w powiecie sokólskim.